# العلاقات الغينية النيجيرية
العلاقات الغينية النيجيرية هي العلاقات الثنائية التي تجمع بين غينيا ونيجيريا.

## مقارنة بين البلدين
هذه مقارنة عامة ومرجعية للدولتين:
| وجه المقارنة                                              | غينيا       | نيجيريا                     |
| --------------------------------------------------------- | ----------- | --------------------------- |
| المساحة (كم2)                                             | 245.86 ألف  | 923.77 ألف                  |
| عدد السكان (نسمة)                                         | 12.72 مليون | 190.89 مليون                |
| الكثافة السكانية (ن./كم²)                                 | 51.74       | 206.64                      |
| العاصمة                                                   | كوناكري     | أبوجا، لاغوس                |
| اللغة الرسمية                                             | لغة فرنسية  | لغة إنجليزية، اللغة اليوربا |
| العملة                                                    | فرنك غيني   | نيرة نيجيرية                |
| الناتج المحلي الإجمالي (بليون دولار)                      | 10.50 مليار | 375.77 مليار                |
| الناتج المحلي الإجمالي (تعادل القوة الشرائية) بليون دولار | 15.24 مليار | 1.09 تريليون                |
| الناتج المحلي الإجمالي الاسمي للفرد دولار أمريكي          | 531         | 2.64 ألف                    |
| الناتج المحلي الإجمالي للفرد دولار أمريكي                 | 1.22 ألف    | 5.91 ألف                    |
| مؤشر التنمية البشرية                                      | 0.411       | 0.514                       |
| رمز المكالمات الدولي                                      | +224        | +234                        |
| رمز الإنترنت                                              | .gn         | .ng                         |
| المنطقة الزمنية                                           | 00          | ت ع م+01:00                 |

## منظمات دولية مشتركة
يشترك البلدان في عضوية مجموعة من المنظمات الدولية، منها:
| علم المنظمة | اسم المنظمة                                 | تاريخ انضمام غينيا | تاريخ انضمام نيجيريا |
| ----------- | ------------------------------------------- | ------------------ | -------------------- |
|             | مؤسسة التنمية الدولية                       | 26 سبتمبر 1969     | 14 نوفمبر 1961       |
|             | الأمم المتحدة                               | 12 ديسمبر 1958     | 7 أكتوبر 1960        |
|             | منظمة التجارة العالمية                      | 25 أكتوبر 1995     | ?                    |
|             | منظمة التعاون الإسلامي                      | ?                  | ?                    |
|             | البنك الإفريقي للتنمية                      | ?                  | ?                    |
|             | وكالة ضمان الاستثمار متعدد الأطراف          | 5 أكتوبر 1995      | 12 أبريل 1988        |
|             | مجموعة دول أفريقيا والكاريبي والمحيط الهادئ | ?                  | ?                    |
|             | الاتحاد الأفريقي                            | 1963               | ?                    |
|             | منظمة الشرطة الجنائية الدولية               | ?                  | ?                    |
|             | المركز الدولي لتسوية المنازعات الاستشارية   | 4 ديسمبر 1968      | 14 أكتوبر 1966       |
|             | الفريق المعني برصد الأرض                    | ?                  | ?                    |
|             | البنك الدولي للإنشاء والتعمير               | 28 سبتمبر 1963     | 30 مارس 1961         |
|             | الاتحاد البريدي العالمي                     | ?                  | ?                    |
|             | منظمة حظر الأسلحة الكيميائية                | ?                  | ?                    |
|             | مؤسسة التمويل الدولية                       | 22 أكتوبر 1982     | 30 مارس 1961         |
|             | يونسكو                                      | 2 فبراير 1960      | 14 نوفمبر 1960       |

## وصلات خارجية
- موقع وزارة الخارجية النيجيرية